# Copa Mundial de Rugby League de 2021
La Copa Mundial de Rugby League de 2021 fue la decimosexta edición de la Copa del Mundo de Rugby League. 
El organizador de la copa fue Inglaterra.
El torneo inicialmente se iba a disputar entre el 23 de octubre de 2021 y el 27 de noviembre de 2021, pero por factores relacionados con la pandemia de COVID-19 los seleccionados de Australia y Nueva Zelanda declinaron participar lo que obligó a posponer el torneo para 2022.

## Modo de disputa
Los equipos se dividen en cuatro grupos con 4 integrantes cada uno, los grupos se juegan por el sistema de todos contra todos, a una sola rueda. De esta manera, cada equipo disputa tres partidos en la fase de grupos.
El primer y segundo puesto de cada grupo clasifican a los cuartos de final

## Selecciones clasificadas
| - Jamaica (Debut) - Australia - Fiyi - Islas Cook - Nueva Zelanda - Papúa Nueva Guinea - Samoa - Tonga | - Escocia - Francia - Gales - Grecia (Debut) - Inglaterra - Irlanda - Italia - Líbano |

## Fase de grupos
|  | Clasifican a cuartos de final |

### Grupo A
| Pos. | Equipo     | Encuentros | Encuentros | Encuentros | Encuentros | Tantos  | Tantos    | Tantos     | Puntos |
| Pos. | Equipo     | jugados    | ganados    | empatados  | perdidos   | a favor | en contra | diferencia | Puntos |
| ---- | ---------- | ---------- | ---------- | ---------- | ---------- | ------- | --------- | ---------- | ------ |
| 1    | Inglaterra | 3          | 3          | 0          | 0          | 196     | 28        | +168       | 6      |
| 2    | Samoa      | 3          | 2          | 0          | 1          | 170     | 68        | +72        | 4      |
| 3    | Francia    | 3          | 1          | 0          | 2          | 56      | 116       | -60        | 2      |
| 4    | Grecia     | 3          | 0          | 0          | 3          | 20      | 200       | -180       | 0      |

Nota: Se otorgan 2 puntos al equipo que gane un partido, 1 al que empate y 0 al que pierda.

#### Resultados
| 15 de octubre de 2022 | Inglaterra | 60 - 6 | Samoa | St James' Park, Newcastle upon Tyne |  |

| 17 de octubre de 2022 | Francia | 34 - 12 | Grecia | Keepmoat Stadium, Doncaster |  |

| 22 de octubre de 2022 | Inglaterra | 42 - 18 | Francia | University of Bolton Stadium, Bolton |  |

| 23 de octubre de 2022 | Samoa | 72 - 4 | Grecia | Keepmoat Stadium, Doncaster |  |

| 29 de octubre de 2022 | Inglaterra | 94 - 4 | Grecia | Bramall Lane, Sheffield |  |

| 30 de octubre de 2022 | Samoa | 62 - 4 | Francia | Halliwell Jones Stadium, Warrington |  |

### Grupo B
| Pos. | Equipo    | Encuentros | Encuentros | Encuentros | Encuentros | Tantos  | Tantos    | Tantos     | Puntos |
| Pos. | Equipo    | jugados    | ganados    | empatados  | perdidos   | a favor | en contra | diferencia | Puntos |
| ---- | --------- | ---------- | ---------- | ---------- | ---------- | ------- | --------- | ---------- | ------ |
| 1    | Australia | 3          | 3          | 0          | 0          | 192     | 14        | +178       | 6      |
| 2    | Fiyi      | 3          | 2          | 0          | 1          | 98      | 60        | +38        | 4      |
| 3    | Italia    | 3          | 1          | 0          | 2          | 38      | 130       | -92        | 2      |
| 4    | Escocia   | 3          | 0          | 0          | 3          | 18      | 142       | -124       | 0      |

Nota: Se otorgan 2 puntos al equipo que gane un partido, 1 al que empate y 0 al que pierda.

#### Resultados
| 15 de octubre de 2022 | Australia | 42 - 8 | Fiyi | KCOM Stadium, Kingston upon Hull |  |

| 16 de octubre de 2022 | Escocia | 4 - 28 | Italia | Kingston Park, Newcastle upon Tyne |  |

| 21 de octubre de 2022 | Australia | 84 - 0 | Escocia | Ricoh Arena, Coventry |  |

| 22 de octubre de 2022 | Fiyi | 60 - 4 | Italia | Kingston Park, Newcastle upon Tyne |  |

| 29 de octubre de 2022 | Fiyi | 30 - 14 | Escocia | Kingston Park, Newcastle upon Tyne |  |

| 29 de octubre de 2022 | Australia | 66 - 6 | Italia | Totally Wicked Stadium, Saint Helens |  |

### Grupo C
| Pos. | Equipo        | Encuentros | Encuentros | Encuentros | Encuentros | Tantos  | Tantos    | Tantos     | Puntos |
| Pos. | Equipo        | jugados    | ganados    | empatados  | perdidos   | a favor | en contra | diferencia | Puntos |
| ---- | ------------- | ---------- | ---------- | ---------- | ---------- | ------- | --------- | ---------- | ------ |
| 1    | Nueva Zelanda | 3          | 3          | 0          | 0          | 150     | 28        | +122       | 6      |
| 2    | Líbano        | 3          | 2          | 0          | 1          | 118     | 60        | +58        | 4      |
| 3    | Irlanda       | 3          | 1          | 0          | 2          | 72      | 82        | -10        | 2      |
| 4    | Jamaica       | 3          | 0          | 0          | 3          | 20      | 190       | -170       | 0      |

Nota: Se otorgan 2 puntos al equipo que gane un partido, 1 al que empate y 0 al que pierda.

#### Resultados
| 16 de octubre de 2022 | Jamaica | 2 - 48 | Irlanda | Headingley Rugby Stadium, Leeds |  |

| 16 de octubre de 2022 | Nueva Zelanda | 34 - 12 | Líbano | Halliwell Jones Stadium, Warrington |  |

| 22 de octubre de 2022 | Nueva Zelanda | 68 - 6 | Jamaica | Headingley Rugby Stadium, Leeds |  |

| 23 de octubre de 2022 | Líbano | 32 - 14 | Irlanda | Leigh Sports Village, Leigh |  |

| 28 de octubre de 2022 | Nueva Zelanda | 48 - 10 | Irlanda | Headingley Rugby Stadium, Leeds |  |

| 30 de octubre de 2022 | Líbano | 74 - 12 | Jamaica | Leigh Sports Village, Leigh |  |

### Grupo D
| Pos. | Equipo             | Encuentros | Encuentros | Encuentros | Encuentros | Tantos  | Tantos    | Tantos     | Puntos |
| Pos. | Equipo             | jugados    | ganados    | empatados  | perdidos   | a favor | en contra | diferencia | Puntos |
| ---- | ------------------ | ---------- | ---------- | ---------- | ---------- | ------- | --------- | ---------- | ------ |
| 1    | Tonga              | 3          | 3          | 0          | 0          | 148     | 34        | +114       | 6      |
| 2    | Papúa Nueva Guinea | 3          | 2          | 0          | 1          | 86      | 40        | +46        | 4      |
| 3    | Islas Cook         | 3          | 1          | 0          | 2          | 44      | 136       | -92        | 2      |
| 4    | Gales              | 3          | 0          | 0          | 3          | 18      | 86        | -68        | 0      |

Nota: Se otorgan 2 puntos al equipo que gane un partido, 1 al que empate y 0 al que pierda.

#### Resultados
| 18 de octubre de 2022 | Tonga | 24 - 18 | Papúa Nueva Guinea | Totally Wicked Stadium, Saint Helens |  |

| 19 de octubre de 2022 | Gales | 12 - 18 | Islas Cook | Leigh Sports Village, Leigh |  |

| 24 de octubre de 2022 | Tonga | 32 - 6 | Gales | Totally Wicked Stadium, Saint Helens |  |

| 25 de octubre de 2022 | Papúa Nueva Guinea | 32 - 16 | Islas Cook | Halliwell Jones Stadium, Warrington |  |

| 30 de octubre de 2022 | Tonga | 92 - 10 | Islas Cook | Estadio de Riverside, Middlesbrough |  |

| 31 de octubre de 2022 | Papúa Nueva Guinea | 36 - 0 | Gales | Keepmoat Stadium, Doncaster |  |

## Cuartos de final
| 4 de noviembre | Australia | 48 - 4 | Líbano | Kirklees Stadium, Huddersfield |  |

| 5 de noviembre | Inglaterra | 46 - 6 | Papúa Nueva Guinea | DW Stadium, Wigan |  |

| 5 de noviembre | Nueva Zelanda | 24 - 18 | Fiyi | MKM Stadium, Kingston upon Hull |  |

| 6 de noviembre | Tonga | 18 - 20 | Samoa | Halliwell Jones Stadium, Warrington |  |

## Semifinal
| 11 de noviembre | Australia | 16 - 14 | Nueva Zelanda | Elland Road, Leeds |  |

| 12 de noviembre | Inglaterra | 26 - 27 | Samoa | Emirates Stadium, Londres |  |

## Final
| 19 de noviembre | Australia | 30 - 10 | Samoa | Old Trafford, Manchester |  |

| Bandera de Australia  |
| Campeón Australia     |
| Décimo segundo título |